# Latour-de-France
Latour-de-France (în catalană La Torre de França) este o comună în departamentul Pyrénées-Orientales din sudul Franței. În 2009 avea o populație de 1.059 de locuitori.

## Evoluția populației
| An        | 1975  | 1982  | 1990 | 1999 | 2006  | 2009  |
| --------- | ----- | ----- | ---- | ---- | ----- | ----- |
| Populație | 1.019 | 1.078 | 833  | 885  | 1.056 | 1.059 |